# Liste der Baudenkmäler in Landshut-Schönbrunn
In der Liste der Baudenkmäler in Landshut–Schönbrunn sind die Baudenkmäler im Landshuter Stadtbezirk 06 Schönbrunn aufgelistet.
Diese Liste ist eine Teilliste der Liste der Baudenkmäler in Landshut. Grundlage der Liste ist die Bayerische Denkmalliste, die auf Basis des bayerischen Denkmalschutzgesetzes vom 1. Oktober 1973 erstmals erstellt wurde und seither durch das Bayerische Landesamt für Denkmalpflege geführt und aktualisiert wird. Die folgenden Angaben ersetzen nicht die rechtsverbindliche Auskunft der Denkmalschutzbehörde.

## Baudenkmäler
| Lage                                                                         | Objekt                                                               | Beschreibung | Akten-Nr.      | Bild                            |
| ---------------------------------------------------------------------------- | -------------------------------------------------------------------- | --- | -------------- | ------------------------------- |
| Am Schmiedlacker / Waldrand (Standort)                                       | XV. Burgfriedenssäule Landshut                                       | mit Tonwappen, bez. 1766, 1838; steht am Waldrand der Straße Am Schmiedlacker, südlich der XIV. Burgfriedenssäule (Im offiziellen Flyer der Stadt Landshut: Standort 26; Burgfriedenssäule XIII) | D-2-61-000-10  | XV. Burgfriedenssäule Landshut  |
| Moniberg 76 (Standort)                                                       | Wasserturm                                                           | mehrgeschossig, verputzt, mit auskragender Wasserstube, Zeltdach, erbaut 1923 | D-2-61-000-597 | Wasserturm                      |
| Paul-Pausinger-Weg Nr. 18/Garten (Standort)                                  | XVI. Burgfriedenssäule Landshut                                      | mit Tonwappen, bez. 1766 und 1838; steht im Garten Paul-Pausinger-Weg Nr. 18 (Im offiziellen Flyer der Stadt Landshut: Standort 28; Burgfriedenssäule XV) | D-2-61-000-11  | XVI. Burgfriedenssäule Landshut |
| Paul-Pausinger-Weg/kurz vor der Einmündung in die Straße Moniberg (Standort) | XVII. Burgfriedenssäule Landshut                                     | mit Tontafel; steht kurz vor der Einmündung in die Straße Moniberg (Im offiziellen Flyer der Stadt Landshut: Standort 27; Burgfriedenssäule XIV) | D-2-61-000-12  | weitere Bilder                  |
| Pulverturmstraße 41 (Standort)                                               | Sog. Monischlösschen                                                 | zweigeschossiger Walmdachbau mit Zwerchhaus und achtseitigem Dachreiter, erbaut 1738 von Hofmaurermeister Johann Georg Hirschstötter; mit Ausstattung; Ehem. Kapelle, jetzt profaniert | D-2-61-000-598 | Sog. Monischlösschen            |
| Schönbrunn 1 (Standort)                                                      | Ehem. Schloss Schönbrunn, jetzt Gast- und Tafernwirtschaft Obermeier | stattlicher zweigeschossiger Bau mit Walmdach, im Kern wohl noch 2. Hälfte 17. Jh., Saal mit allegorischen Deckengemälden, nunmehr unterteilt, Fresken nur mehr fragmentarisch erhalten, ehem. Schlosskapelle, 18. Jh.; mit Ausstattung; Gemauerte Einfriedung, teilweise mit Wandrücklagen und segmentbogigen Öffnungen; Stadel, Ziegelbau mit Satteldach, 19. Jh. | D-2-61-000-604 | weitere Bilder                  |
| Schönbrunner Straße (Standort)                                               | XIV. Burgfriedenssäule                                               | mit Tonwappen, bez. 1766, 1838, 1878; steht am Höhenweg des Hangleitenwaldes, oberhalb der Schönbrunner Straße (Im offiziellen Flyer der Stadt Landshut: Standort 25; Burgfriedenssäule XII) | D-2-61-000-9   | weitere Bilder                  |
| Schwedenfeldweg 1 (Standort)                                                 | Einsiedelei                                                          | 1824, Kapelle mit Ausstattung und zugehörige ehem. Klause, verputzter erdgeschossiger Satteldachbau mit Kniestock, im Kern teilweise noch um 1824, 1985 durchgreifende bauliche Erneuerung | D-2-61-000-605 | weitere Bilder                  |
| Seethal 21 (Standort)                                                        | Bauernhaus                                                           | Wohnhaus eines Dreiseithofes, zweigeschossiger Blockbau mit zwei Giebelschroten und Satteldach, Anfang 19. Jh. | D-2-61-000-609 | Bauernhaus                      |
| Wildbachstraße 30 (Standort)                                                 | Kath. Kirche St. Michael                                             | tonnengewölbter Saalbau mit eingezogenem Chor und Westturm, um 1775; mit Ausstattung | D-2-61-000-608 | weitere Bilder                  |
| Wolfsbacher Weg 8 (Standort)                                                 | Bauernhaus                                                           | erdgeschossiger Blockbau mit Kniestock und Satteldach, wohl noch 18. Jh. | D-2-61-000-606 | weitere Bilder                  |